# 杨方兴
楊方興（？—1665年），字浡然，清初大臣。遼東廣寧衛（今遼寧北鎮）人。
原為諸生，天啟二年（1622年）廣寧之戰時歸順女真，皇太極命其掌書記，考試中孝廉，授予牛錄額真之頭銜，又提拔為內秘書院學士，參與編修《清太祖實錄》。楊方興嗜酒，曾在酒後沖犯皇帝聖駕，被判死刑，皇太極赦免他，命他戒酒。
順治元年，隨著清兵入關。七月授予河道總督之位。李自成進兵，決黃河堤，水淹汴梁，水災頻仍，土匪蜂起，楊方興上任之後，修築各堤，消滅土匪，後又引咎辭職，表奏提拔方大猷。
順治十年，黃河決堤於封丘大王庙，毁滅县城，沖毀安平堤、邳州、朱源寨。杨方兴發動夫役数万人治河，堤防一築好就決堤，給事中周體觀彈劾方興，方興抗辯，自請辭職，皇帝慰留。順治十一年，給事中林起龍又攻擊方興貪汙，但朝廷查明方興清廉而貶了起龍，治水到順治十三年才勉強成功，耗费白银八十万两。
後直隸總督李蔭祖彈劾方大猷貪汙，方興亦彈劾大猷，皇上認為方興不先舉發，責備他。給事中董篤行又彈劾方興徇私包庇，方興降級留任。十四年，乞休，加太子太保致仕。方興所居僅蔽風雨，布衣蔬食，四壁蕭然。康熙四年卒，賜祭葬。

## 延伸阅读
[在维基数据编辑]
 《清史稿·卷279》，出自趙爾巽《清史稿》